# Arthraxon santapaui
Arthraxon santapaui är en gräsart som beskrevs av Norman Loftus Bor. Arthraxon santapaui ingår i släktet Arthraxon och familjen gräs. Inga underarter finns listade i Catalogue of Life.